# Бурейська ГЕС
Бурейська ГЕС — найбільша ГЕС на Далекому Сході Росії. Розташована на річці Бурея, в Амурській області у селища Талакан. Водосховище ГЕС розташоване на території двох суб'єктів федерації — Амурської області і Хабаровського краю. Є верхнім ступенем Бурейського каскаду ГЕС. Маючи встановлену потужність 2010 МВт, Бурейська ГЕС входить до десятки найбільших гідроелектростанцій Росії. Станом на 2011 рік, Бурейська ГЕС виведена на повну потужність, у 2014 році введена у постійну експлуатацію. Власником Бурейської ГЕС є ВАТ «РусГідро».

## Природні умови
Основні споруди Бурейської ГЕС розташовані на річці Бурея в Талаканському створі, розташованому в 174,5 км від гирла Буреї. Найближча станція залізниці, Бурея Забайкальської залізниці знаходиться в 80 км.
У районі Бурейського гідровузла характерна верхньопалеозойська гранітна інтрузія, з пухкими відкладеннями неоген - четвертинного віку. Кількість і величина тріщин і мікротріщин в зазначених гранітах варіюється, але в цілому, їх водопроникність низька. Вторинні зміни в породі спостерігаються в незначній мірі, в основному це руйнування мінералів всередині гірських порід через тектонічні рухи і вивітрювання. Зазначені граніти, в основному, мають монолітний зовнішній вигляд і постійний мінеральний і петрографічний склад. На лівому схилі, в районі примикання греблі, виявлено пляму баготорічномерзлих порід.
Гідровузол розташований в межах єдиного тектонічного блоку. Виявлені розривні порушення підрозділяються на зони III, IV і більш високих порядків. У створі гідровузла переважно поширені тектонічні зони і великі тріщини північно-західного простягання, в основному, крутоспадні. Фонова сейсмічність становить 8 балів при повторюваності 1 раз на 10 000 років.
Площа водозбору Буреї в створі Бурейської ГЕС становить 65 200 км². Середньобагаторічна витрата води річки в створі ГЕС — 866 м³/с, річний об'єм стоку — 27,4 км³, модуль стоку — 13,3 л/(с·км²). Живлення Буреї на 70% складається з сезонних мусонних дощів, у весняно-осінній період через ворота проходять від 3 до 15 короткочасних паводків з підйомом води до 14 м. Максимальна витрата води під час паводку спостерігалася в річці 7 червня 1972 і становила 14 500 м³/с, мінімальна — 7 серпня 1954 (195 м³/с). Максимальний розрахунковий паводок забезпеченістю 1% становить 18 600 м³/с.
Клімат в районі розташування ГЕС поєднує в собі риси мусонного і різко континентального . У зимові місяці встановлюється морозна і ясна погода, сніговий покрив невеликий. Середньорічна температура в районі ГЕС негативна (-3,5° С). Середньомісячна температура липня дорівнює +19 ° С (абсолютний максимум дорівнює +41° С), а в січні складає -31° С (абсолютний мінімум дорівнює -57° С). Заморозки спостерігаються протягом усього теплого часу року, за винятком липня. Перехід температур через 0° відбувається в середині жовтня та квітня.

## Опис
Бурейська ГЕС — потужна високонапірна гідроелектростанція пригребельного типу. Конструктивно споруди ГЕС поділяються на греблю, будівлю ГЕС, відкритий розподільний пристрій (ВРП) і будівля елегазового комплектного розподільчого пристрою (КРПЕ). У гідровузлі відсутні суднопропускні споруди , у зв'язку з чим річкові судна через нього проходити не можуть. Нижче гідроелектростанції ведеться будівництво її контррегулятора — Нижньобурейської ГЕС потужністю 320 МВт, що становить з Бурейською ГЕС єдиний технологічний комплекс. Бурейська ГЕС і Нижньобурейська ГЕС спроектовані інститутом «Ленгідропроект» . Будівництво Нижньобурейської ГЕС дозволить зняти всі обмеження в режимі роботи Бурейської ГЕС, забезпечуючи допустимі режими зміни рівня води в нижній течії Буреї і в середній течії Амура.
Будівництво ГЕС почалося у 1978, закінчилося у 2007. Склад споруд ГЕС:
- бетонна гравітаційна гребля завдовжки 744 м і заввишки 140 м, що складається зі станційної греблі довжиною 144 м, водозливної греблі завдовжки 180 м, і глухих частин греблі (лівобережної глухої частини завдовжки 195 м і правобережної глухої частини завдовжки 225 м.
- Машинний зал має довжину 150 м і ширину 33,1 м, монтажний майданчик — довжину 36 м.
- Максимальний статичний напір — 122 м

Судопропускних споруд ГЕС не має.
Проектна потужність — 2010 МВт, встановлена  — 2010 МВт, середньорічне вироблення — 7,1 млрд кВт·год. У будівлі ГЕС встановлено 6 радіально-осьових гідроагрегатів потужністю по 335 МВт, що працюють при робочому напорі 103 м. Напірні споруди ГЕС (довжина напірного фронту 0,719 км) утворюють Бурейське водосховище площею 740 км², повним об'ємом 27,4 км³. При створенні водосховища було затоплено 72 га сільгоспугідь. 
Електростанція спроектована інститутом «Ленгідропроект».

## Ресурси Інтернету
- Офіційний сайт філії Бурейська ГЕС ВАТ «РусГідро». РусГидро. Архів оригіналу за 22 січня 2012. Процитовано 18 вересня 2011.
- Опис Бурейської ГЕС на сайті інституту «Ленгідропроект». Ленгидропроект. Архів оригіналу за 22 січня 2012. Процитовано 18 вересня 2011.